# Raymond Queneau
Raymond Queneau (Le Havre, 21 de fevereiro de 1903 — Neuilly-sur-Seine, 25 de outubro de 1976) foi poeta e escritor francês.

## Biografia
Nascido em Le Havre, Normandia, Queneau foi único filho de Auguste Queneau e Joséphine Mignot. Ele se formou em 1919 em latim e grego e depois em 1920 em filosofia, estudou na Sorbonne (1921–1923). 
Queneau fez seu serviço militar na Argélia e em Marrocos nos anos de 1925–1926. Queneau teve seus trabalhos editados pela Gallimard, editora dos vanguardistas franceses, onde começou como leitor em 1938 e depois secretário geral. Trabalhou também na Enciclopédia la Pléiade em 1956.
Entra no grupo surrealista Collège de ‘Pataphysique em 1950, onde se torna satrap e foi eleito para a Académie Goncourt em 1951, Academia do Humor em 1952. Foi também juri do Festival de Cinema de Cannes 1955–1957.
Como autor Queneau se destacou na França com a publicação de seu romance de 1959 Zazie dans le métro e com sua adaptação para o cinema do filme dirigido por Louis Malle em 1960, um dos expoentes da Nouvelle Vague. Zazie explora a linguagem coloquial se opondo ao linguajar do francês escrito na época.
'Si tu t'imagines' é uma canção composta por Queneau tornada popular na versão de Juliette Greco.
Um dos seus mais importantes trabalhos é Exercícios de Estilo, que conta a simples história de um homem que conta sua experiência vendo um estranho duas vezes no mesmo dia. O que   torna esta narrativa singular é que ela é contada de noventa e nove formas diferentes, demonstrando uma enorme variedade de estilos na qual a contação de história pode ser feita.
Queneau foi enterrado com seus pais em Juvisy-sur-Orge, em Essonne nas cercanias de Paris.

## Queneau e os Surrealistas
Em 1924 Queneau se junta aos Surrealistas, mas não adota seus métodos de escrita automática ou suas posições políticas. Como muitos surrealistas, ele fez psicanálise, mas não para estimular sua criatividade. 
Queneau questionou o apoio que os surrealistas deram ao estado soviético em 1926. Em 11 de março de 1929 Queneau foi secretário de um encontro dos surrealistas onde se discutiu Trotsky e, em 1930, junto com Crevel, Paul Éluard, Louis Aragon e André Breton tornou-se membro do partido comunista francês, como parte da oposição de esquerda internacional. 
Queneau também participou de Un cadavre em 1930, um veemente panfleto anti-Breton escrito junto com Bataille, Leiris, Jacques Prévert, Alejo Carpentier, Jacques Baron, J.-A. Boiffard, Robert Desnos, Georges Limbour, Max Morise, Georges Ribemont-Dessaignes, e Roger Vitrac.

### Romances
- Le Chiendent (1933), ISBN 1-59017-031-8 (as Witch Grass)
- Gueule de pierre (1934)
- Les Derniers jours (1936), ISBN 1-56478-140-2
- Odile (1937), ISBN 0-916583-34-1
- Les Enfants du Limon (1938), ISBN 1-55713-272-0
- Un Rude hiver (1939)
- Les temps mêlés (1941)
- Pierrot meu amigo - no original Pierrot mon ami  (1942), ISBN 1-56478-397-9
- Loin de Rueil (1944), ISBN 0-947757-16-3
- En passant (1944)
- On est toujours trop bon avec les femmes ISBN 1-59017-030-X
- Saint-Glinglin (1948), ISBN 1-56478-230-1
- Sempre se é bom demais com as mulheres : um romance "irlandês" de Sally Mara - no original Le Journal intime de Sally Mara (1950)
- Le Dimanche de la vie (1952), ISBN 0-8112-0646-7
- Zazie no metro - no original Zazie dans le métro (1959), ISBN 0-14-218004-1
- Les Fleurs bleues (1965), ISBN 0-8112-0945-8
- Le Vol d'Icare (1968), ISBN 0-8112-0483-9

### Poesia
- Chêne et chien (1937), ISBN 0-8204-2311-4
- Les Ziaux (1943)
- L'Instant fatal (1946)
- Petite cosmogonie portative (1950)
- Cent Mille Milliards de Poèmes (1961)
- Le chien à la mandoline (1965)
- Battre la campagne (1967), ISBN 0-87775-172-2
- Courir les rues (1967), ISBN 0-87775-172-2
- Fendre les flots (1969)
- Morale élémentaire (1975)

### Ensaios e artigos
- Bâtons, chiffres et lettres (1950)
- Pour Une Bibliothèque Idéale (1956)
- Entretiens avec Georges Charbonnier (1962)
- Bords (1963)
- Une Histoire modèle (1966)
- Le Voyage en Grèce (1973)
- Traité des vertus démocratiques (1993)

### Outros escritos
- Un Cadavre (1930) com Jacques Baron, Georges Bataille, J.-A. Boiffard, Robert Desnos, Michel Leiris, Georges Limbour, Max Morise, Jacques Prévert, Georges Ribemont-Dessaignes, and Roger Vitrac.
- Exercícios de estilo - no original Exercices de Style  (1947), ISBN 0-7145-4238-5
- Les fondements de la littérature d’après David Hilbert (1976)
- Contes et propos (1981)
- Journal 1939–1940 (1986)
- Journaux 1914–1965 (1996)

## Outras participações
Pierre Bastien tem um CD intitulado Eggs Air Sister Steel, baseado nos Exercícios de Estilo.